# Pierścień Mędrców Betlejemskich
Pierścień Mędrców Betlejemskich – ogólnopolska nagroda artystyczna przyznawana od 2002 przez Duszpasterstwo Środowisk Twórczych Archidiecezji Poznańskiej artystom, których dzieła niosą w sobie wartości chrześcijańskie.

## Geneza

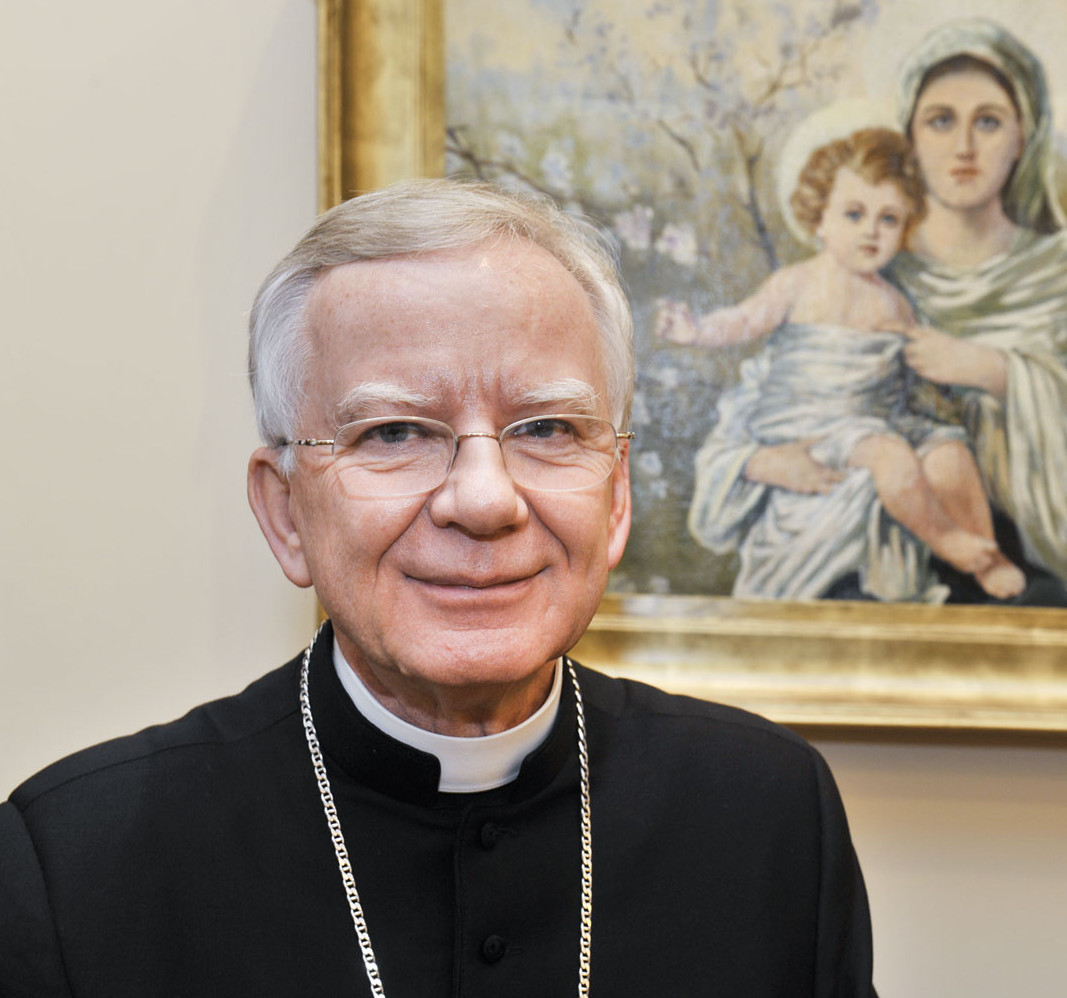
Arcybiskup Marek Jędraszewski, współtwórca idei nagrody

Pomysł ustanowienia nagrody zrodził się 6 stycznia 2001 (święto Trzech Króli) podczas spotkania Duszpasterstwa Środowisk Twórczych Archidiecezji Poznańskiej z biskupem Markiem Jędraszewskim w kościele św. Wojciecha w Poznaniu. Założono, że nagroda powinna honorować twórców, którzy swoimi dziełami składają dar i hołd Chrystusowi Objawionemu. Gwiazda Betlejemska była przedmiotem badań astrologów ze Wschodu i stanowi wzór dla artystów i naukowców dociekających prawdy, która prowadzić ma ostatecznie do Jezusa. Artysta w tym kontekście ma tworzyć przymierze pomiędzy sacrum, a profanum, motywować do dialogu pomiędzy wiarą i kulturą, które spotykają się w osobie ludzkiej.
Charakter ogólnopolski nadał nagrodzie arcybiskup Stanisław Gądecki.

## Forma
Nagroda ma postać srebrnego pierścienia, na którym zaznaczono gwiazdę. Wyrastają z niej cztery kwiaty lilii uformowane w kształt krzyża. Lilia jest kwiatem symbolizującym Wschód. Cały pierścień umieszczony jest w kielichu w formie jednego kwiatu lilii wyrastającego z betonu, symbolizującego poznański bruk.

## Autorzy
Autorem założenia programowego projektu i realizatorem modelu produkcyjnego był Jerzy Bąk. Wykonanie w srebrze zapewniła firma Marbo z Poznania (Maria i Jerzy Bronikowscy).

## Regulamin
Ceremonii nałożenia pierścienia dokonuje arcybiskup poznański. Kandydatów zgłaszać mogą osoby prywatne, organizacje i instytucje (11-osobowa kapituła nagrody może odrzucić kandydaturę do grona nominowanych, albo dokooptować osobę spoza nominacji). Nagroda może być przyznana za konkretne dzieło lub za całokształt twórczości. Kapituła zbiera się w pierwszej dekadzie grudnia i dokonuje wyboru laureata. Wręczenie nagrody następuje 6 stycznia – w święto Trzech Króli.

## Laureaci
Dotychczas m.in.:
- 2002: Wojciech Kilar, Przemysław Basiński
- 2003: Danuta Waberska, ks. Jan Twardowski, Robert Friedrich i zespół Arka Noego, ks. Waldemar Sondka
- 2005: Antoni Libera[3]
- 2006: Stefan Stuligrosz i Wincenty Różański[4]
- 2007: Wanda Różycka-Zborowska[5]